# Geestmerambacht (recreatiegebied)
Recreatiegebied Geestmerambacht is gelegen aan de westelijke zijde van de gemeente Dijk en Waard in de Nederlandse provincie Noord-Holland. 
Het gebied is aangelegd rond de 'Zomerdel', een groot meer dat wordt omringd door weilanden en bossages. Het gebied is circa 200 ha groot, waarvan 40 hectare bos met wandel- en fietspaden en 75 hectare water van zwemwaterkwaliteit. Er is ruimte voor het houden van evenementen, jaarlijks terugkerende festivals zijn Indian Summer Festival en Liquicity. Rond het meer zijn faciliteiten aanwezig voor ontspanning op en aan het water, waaronder zandstrandjes en ligweides.
Het gebied wordt beheerd door Recreatie Noord-Holland NV. Het recreatieschap is een samenwerkingsverband op basis van de wet Gemeenschappelijke Regelingen en wordt bestuurd door de gemeenten Alkmaar, Bergen en Dijk en Waard. Provincie Noord-Holland en gemeente Schagen maken sinds 1 januari 2017 geen deel meer uit van het recreatieschap.

## Ontstaan
De aanleg van Geestmerambacht vond in de jaren 1960 plaats in het kader van een ruilverkaveling en vanwege de noodzaak tot zandwinning. Groot Geestmerambacht was daarvoor een aaneengesloten gebied van vaarpolders met duizenden eilanden waarop akkerbouw bedreven werd. Door ruilverkaveling ontstond een grootschalig modern landbouwgebied dat via wegen ontsloten was. Het huidige recreatiegebied, dat voornamelijk bedoeld was voor amfibische recreatie, ligt daar middenin.

## Recreatie
Recreatie staat centraal in het gebied. Er zijn tal van mogelijkheden voor waterrecreatie, wandelen en fietsen (mountainbiken). 